# Amon Göth
Amon Leopold Göth (Viena, 11 de dezembro de 1908 – Cracóvia, 13 de setembro de 1946) foi um oficial (SS-Hauptsturmführer, ou capitão) austríaco nazista e comandante do campo de concentração de Płaszów, na região de Cracóvia, na Polônia ocupada pelos alemães durante a Segunda Guerra Mundial. Ele foi julgado por crimes de guerra após o conflito pelo Tribunal Supremo Nacional polonês e foi condenado por crimes contra a humanidade por ter ordenado a prisão, tortura e execução de milhares de indivíduos. Ele foi enforcado no campo de Płaszów, o mesmo local onde cometeu seus crimes. Göth se tornou conhecido internacionalmente quando foi interpretado pelo ator Ralph Fiennes no filme A Lista de Schindler (1993).

## Biografia

### Começo da vida e carreira
Göth nasceu a 11 de dezembro de 1908 em Viena, então capital do Império Austro-Húngaro, em uma família que trabalhava na indústria de publicação de livros. Ele se juntou a um grupo da juventude nazista aos 17 anos e foi membro da organização paramilitar antissemita Heimwehr de 1927 a 1930. Ele então se filiou ao braço do Partido Nazista na Áustria. Göth se juntou a SS austríaca ao fim de 1930 com a patente de soldado (SS-Mann) com a matrícula de número 43 673.
Amon serviu em duas unidades da SS em Viena até janeiro de 1933, até que ele foi apontado como líder de pelotão de um regimento. Ele foi logo promovido a SS-Scharführer ("Líder de Esquadrão"). Contudo, ele teve que fugir para a Alemanha quando ele passou a ser procurado por tentar contrabandear explosivos para os nazistas. O Partido Nazista austríaco foi declarado ilegal na Áustria em junho de 1933, forçando a maioria dos seus membros a se exilar na cidade alemã de Munique. De lá, Göth contrabandeou rádios e armas para o território austríaco e trabalhou como mensageiro para a SS. As autoridades da Áustria acabaram por prende-lo em outubro de 1933 mas ele foi solto em dezembro. Ele foi novamente preso após o assassinato do chanceler Engelbert Dollfuss, após uma tentativa de golpe fracassada feito por nazistas austríacos em 1934. Ele escapou da prisão e foi para um campo de treinamento da SS em Dachau. Ele temporariamente deixou o partido nazista em 1937 para ajudar seus pais que estavam tentando abrir uma editora de livros em Munique. Nesse meio tempo ele se casou, mas logo depois se divorciou.
Göth retornou a Viena logo após o Anschluss (anexação da Áustria pela Alemanha Nazista) em 1938 e retomou as atividades dentro do partido. Ele então se casou com Anny Geiger em 23 de outubro de 1938. O casal teve três filhos: Peter, nascido em 1939 mas que morreu de difteria sete meses depois, Werner, nascido em 1940, e uma filha, Ingeborg, nascida em 1941. Sua família permaneceu em Viena durante toda a segunda guerra mundial. Transferido para o 11º Regimento da SS, ele recebeu a patente de Oberscharführer ("sargento") em 1941. Ele ganhou a reputação de um bom administrador e teve boa participação nos esforços nazistas de isolar e localizar judeus em algumas partes da Europa como um Einsatzführer ("líder de ação") e oficial de finanças no Reichskommissariat. Ele foi logo promovido novamente para a patente de SS-Untersturmführer (segundo-tenente) em 14 de julho de 1941.
Ele foi então transferido para a cidade polonesa de Lublin, no verão de 1942, onde se juntou a equipe do SS-Brigadeführer Odilo Globocnik, líder das tropas da Schutzstaffel (SS) em Cracóvia, como parte da Operação Reinhardt, nome dado para o planejamento e transferência de milhares de pessoas para os campos de extermínio de Bełżec, Sobibor e Treblinka. Não se sabe muito sobre suas atividades neste período e o que Göth fez exatamente nesta operação. Mas até onde tem notícia, Amon foi responsável pela captura e transporte de centenas de pessoas para os campos de concentração, onde a maioria viria a ser morta.

### Płaszów
Göth foi logo transferido para a SS-Totenkopfverbände (uma unidade militar nazista que administrava os campos de concentração pela Europa). Sua primeira tarefa foi, em fevereiro de 1943, supervisionar a construção dos campos de trabalho forçado de Kraków-Płaszów, o qual o comando seria dado a ele. O campo levou um mês para ser construído (com trabalho escravo). A 13 de março de 1943, o gueto judeu de Cracóvia foi liquidado e fechado, com todos aqueles aptos para trabalhar sendo enviados para Płaszów. Milhares de pessoas foram consideradas inaptas para servir nos campos e foram então enviadas para campos de extermínio e executadas. Outras centenas de indivíduos foram mortos nas ruas durante a liberação do gueto pelos nazistas.

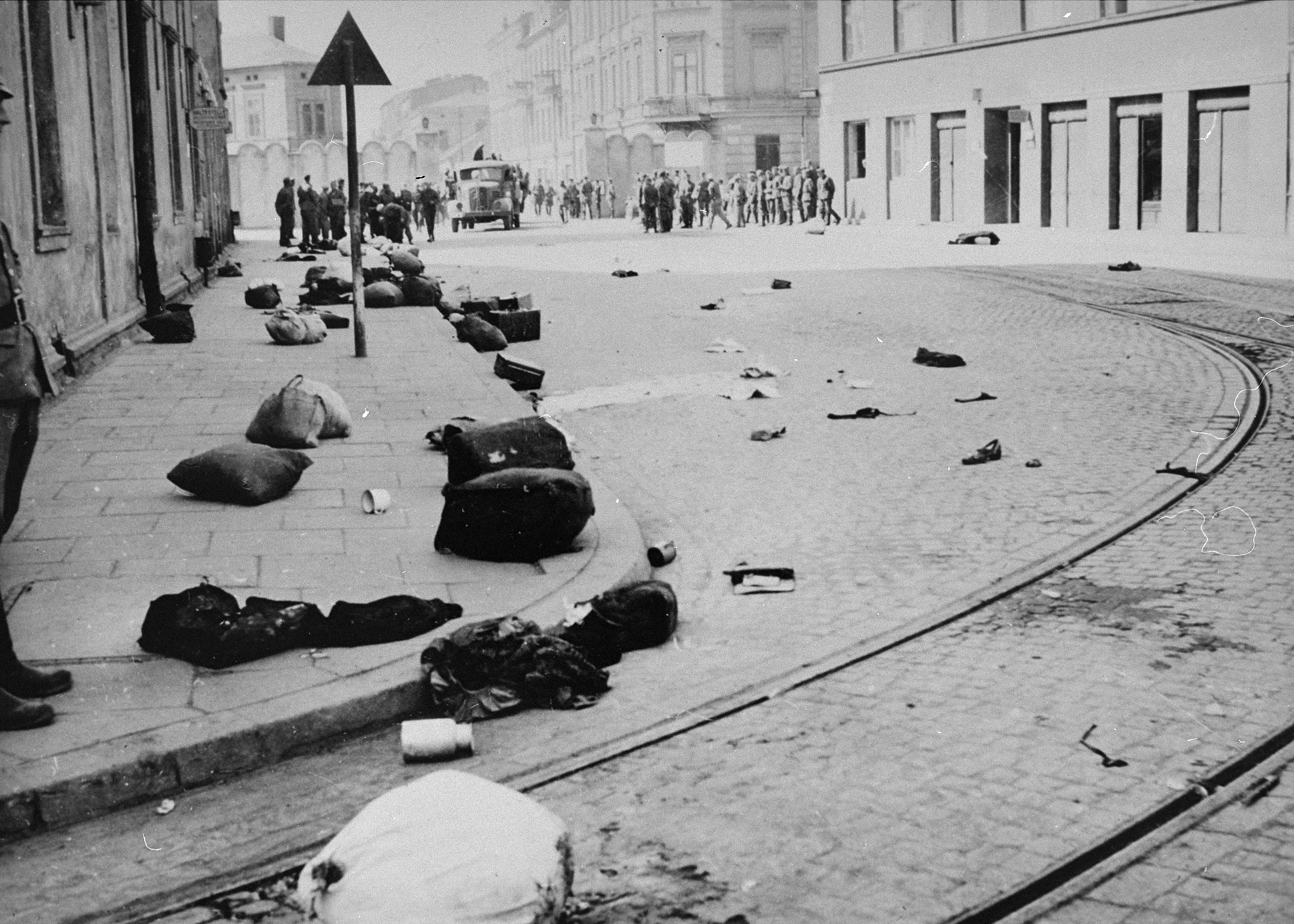
Foto tirada em março de 1943 logo após a liquidação do Gueto de Cracóvia.

Em 3 de setembro de 1943, além dos serviços em Płaszów, Amon também recebeu ordens de liquidar o gueto de Tarnów, habitado por 25 000 judeus (outrora 45% da população da cidade). Ao fim deste processo, restavam apenas 8 000 judeus. Eles foram carregados em trens para o campo de Auschwitz-Birkenau, mas menos da metade sobreviveram a jornada até lá. A maioria destes acabaram sendo julgados incapazes de trabalhar e foram conduzidos até as câmaras de gás de Auschwitz para morrer. Segundo relatos de testemunhas, feitos durante os inquéritos de 1946, Göth pessoalmente atirou e matou entre 30 e 90 mulheres e crianças durante a liquidação dos guetos.
Göth também foi o oficial responsável pela liquidação do campo de concentração de Szebnie, onde 4 000 judeus e 1 500 outros poloneses escravos estavam. Evidências sugerem que ele delegou essa tarefa a um subordinado, o SS-Hauptscharführer Josef Grzimek, que fora enviado para ajudar o comandante deste campo, o SS-Hauptsturmführer Hans Kellermann. Entre 21 de setembro de 1943 e 3 de fevereiro de 1944 o campo foi gradualmente fechado. Cerca de mil pessoas foram levadas para florestas perto da região e executadas a tiro. Os sobreviventes foram enviados para Auschwitz, onde foram mortos nas câmaras de gás.
Em abril de 1944, Amon havia sido promovido para o posto de SS-Hauptsturmführer (capitão), tendo recebido uma dupla promoção, pulando a patente de Obersturmführer (primeiro-tenente). Ele também foi apontado como oficial de reserva da Waffen-SS. No começo de 1944, o campo de trabalhos forçados de Kraków-Płaszów recebeu o status de campo de concentração pelo SS-Wirtschafts-Verwaltungshauptamt (o Escritório de Administração e Economia da SS). Mietek Pemper testemunhou no julgamento de Göth que foi durante o começo de 1944 que ele teve suas atitudes mais brutais, no qual ele se tornou notório. Os campos de concentração propriamente ditos eram acompanhados mais de perto pela SS do que os campos de trabalho forçado, então a qualidade de vida no campo melhorou um pouco depois do novo status.

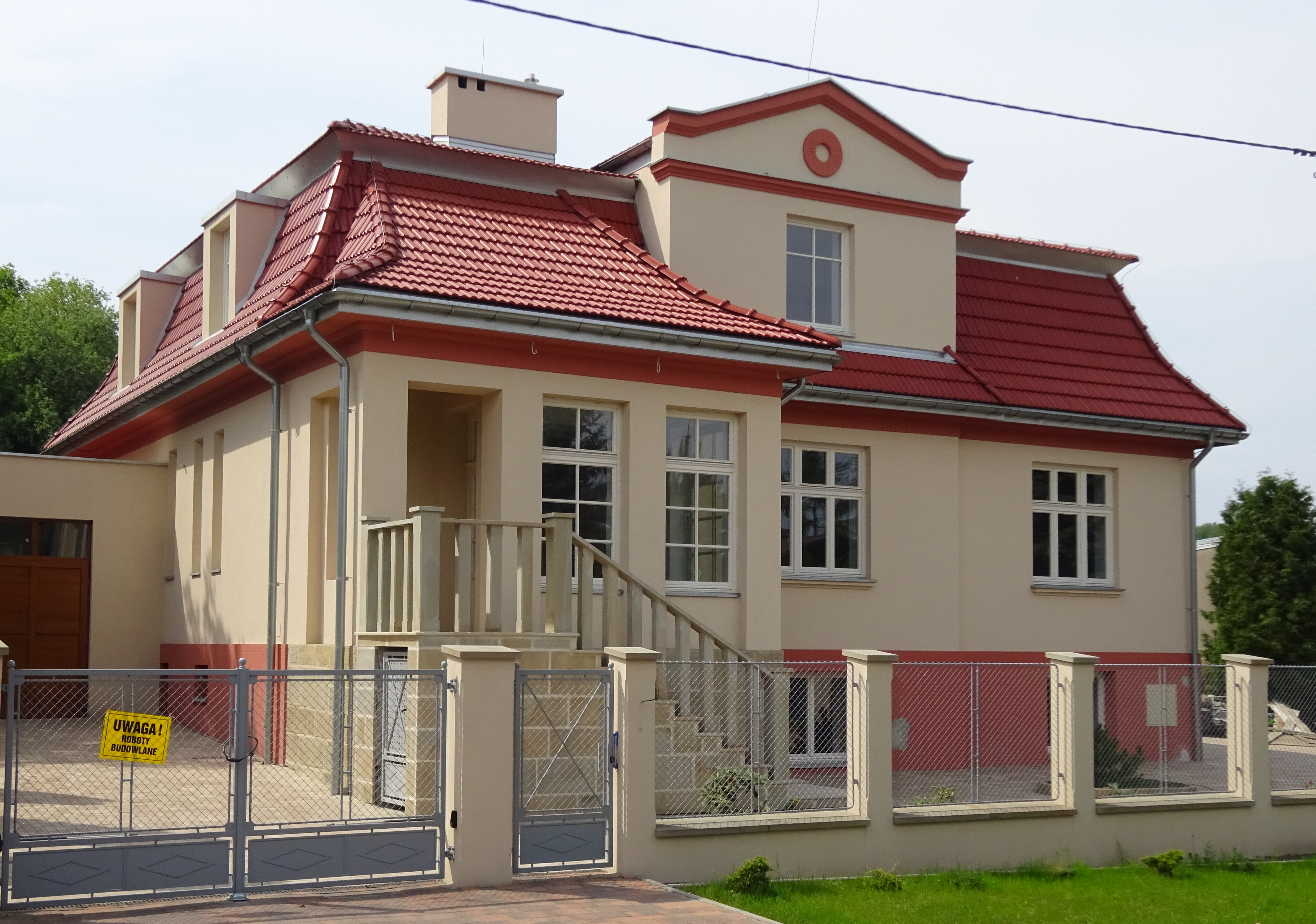
A casa de Amon Göth em Plaszow (2018).

Płaszów possuía mais de 2 000 presos quando abriu. No auge das suas operações, em 1944, tinha 636 guardas supervisionando 25 000 prisioneiros, além de um trânsito de 150 000 pessoas que passavam pelo campo em direção a outros. Göth pessoalmente assassinava os prisioneiros a tiro diariamente. Seus dois cães, Rolf e Ralf, eram treinados para serem agressivos. Ele costumava atirar em pessoas da sacada do seu escritório com um rifle se eles parecessem estar andando devagar ou descansando em serviço. Uma vez ele matou seu cozinheiro judeu porque a sopa estava quente demais. Ele também brutalizava suas duas empregadas judias, Helen Jonas-Rosenzweig e Helen Hirsch, que constantemente temiam por suas vidas, assim como todos os outros presos.
"Como uma das sobreviventes, posso te dizer que todos somos traumatizados. Eu nunca, nunca, achei que qualquer ser humano seria capaz de fazer tanto horror, de cometer tantas atrocidades. Quando nós o víamos a distância, todos se escondiam, em latrinas ou qualquer lugar. Eu não consigo dizer o quanto as pessoas o odiavam".— Helen Jonas-Rosenzweig 
Poldek Pfefferberg, outro judeu de Schindler sobrevivente, afirmou: "quando você via Göth, você via a morte". Ainda assim, Amon poupou a vida de uma mulher judia, Natalia Hubler (mais tarde conhecida como Natalia Karp), e sua irmã, depois de ouvi-la tocar uma nocturne de Chopin em um piano no dia seguinte após sua chegada no campo de Płaszów.
Göth acreditava que se um membro de uma equipe de trabalho escapasse ou cometesse alguma infração todos deveriam ser punidos. Em uma ocasião ele ordenou que um em cada dois presos de um time de trabalho fosse morto após um dos presos ter fugido. Em uma outra situação, ele matou vários prisioneiros depois de um colega deles não ter reaparecido para trabalhar. O principal local onde as execuções aconteciam em Płaszów era o Hujowa Górka ("Monte Canalha").  Pemper testemunhou que entre 8 000 e 12 000 pessoas morreram naquele campo, enquanto este estava sob comando de Amon.

#### Schindler
Oskar Schindler foi um industrialista alemão que, assim como vários outros empresários da época, foi à Polônia ocupada para tentar prosperar com a mão de obra barata (escrava) abundante proveniente dos guetos judeus. Fazendo amizade com oficiais nazistas de alta patente, ele conseguiu montar sua fábrica em Cracóvia (a Deutsche Emailwarenfabrik) que produzia produtos e utensílios de esmalte e metal, como panelas. O negócio ia bem até que, por ordem do governador geral Hans Frank, todos os judeus da região deveriam ser realocados para o distrito industrial de Podgórze ou para o campo de concentração de Bełżec. Os trabalhadores de Schindler foram a pé até o novo local onde ficariam e muitos morreram no caminho. A maioria dos judeus de Cracóvia foram na verdade transportados para o novo campo de trabalho forçado em Płaszów, comandado por Amon Göth, em março de 1943. As condições de vida por lá eram péssimas e os prisioneiros frequentemente temiam por suas vidas devido ao brutal tratamento que recebiam. Emilie, esposa de Schindler, descreveu Amon como o "homem mais desprezível que já conheceu".

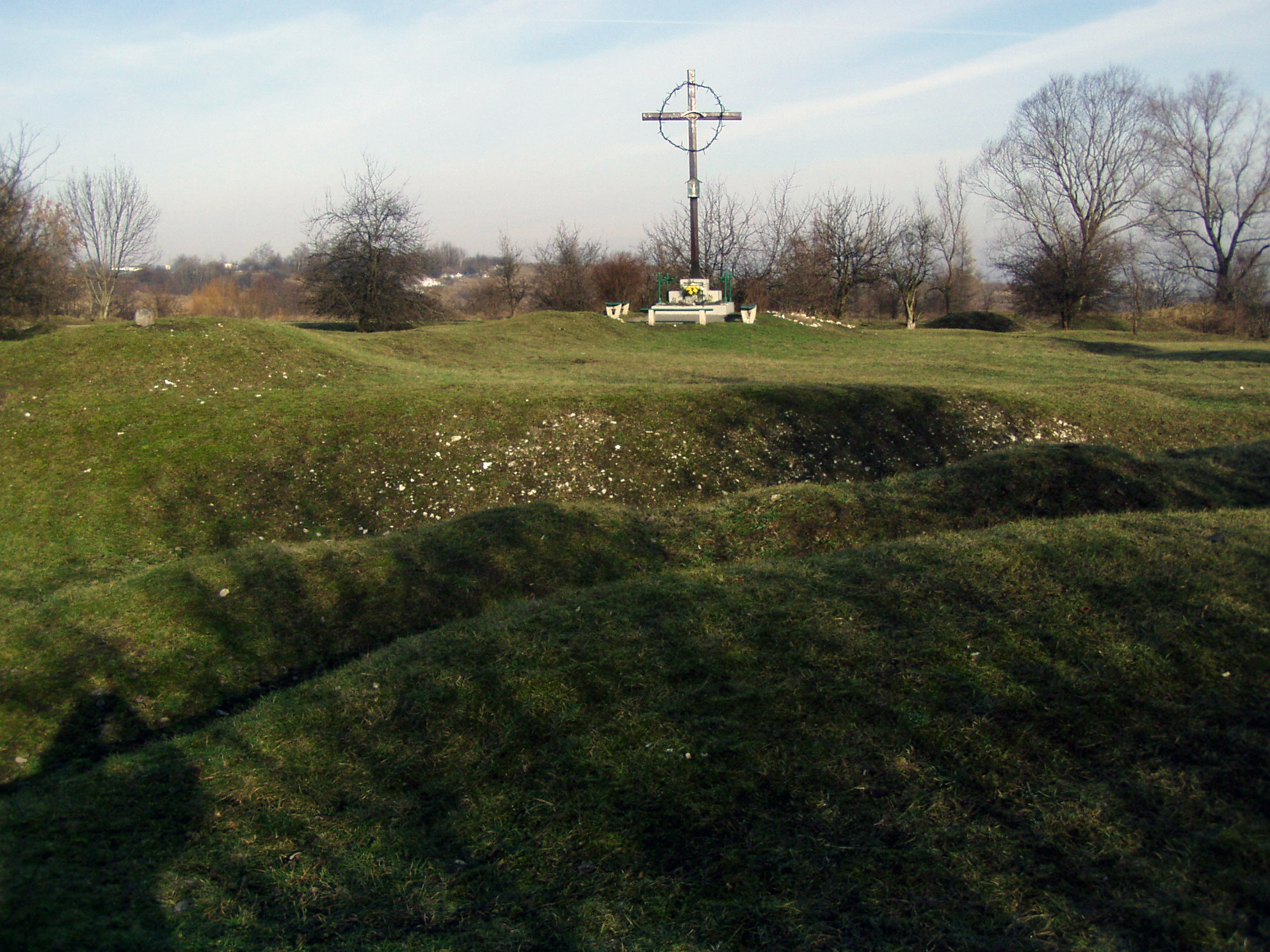
O monte Hujowa Górka, nos arredores do campo de concentração de Plaszow, local onde várias pessoas foram executadas pelos alemães.

De início, Oskar e Amon desenvolveram uma boa amizade (baseada em benefícios monetários) e assim, após alguns subornos, ele conseguiu convencer Göth a abrir um subcampo dentro de Płaszów (cuja construção foi paga pelo próprio Schindler). Lá, longe das mãos de Amon, os seus trabalhadores viviam melhor do que os que estavam em outras áreas do campo. Foi testemunhando os crimes dos nazistas e de Göth que Oskar decidiu salvar quantos judeus fosse possível, transportando centenas de pessoas (muitas não qualificadas) para a sua fábrica. Isso continuou até meados de 1944 quando Göth recebeu ordens de fechar o campo e transferir os trabalhadores qualificados para outros locais. Já os velhos, doentes, mulheres, crianças e outros 'indesejados' seriam enviados para Auschwitz para morrer.
Percebendo o massacre que estava para acontecer, Schindler subornou e pagou outros benefícios para oficiais nazistas, como Göth, para tentar transportar seus trabalhadores em segurança para um campo que ele estava construindo em Brünnlitz. Amon concordou, aceitou o dinheiro e liberou os empregados de Oskar para deixar o campo sem serem molestados. Ao todo, mais de 1 200 pessoas foram salvas pelos esforços de Schindler. Porém, outras milhares que não tiveram sorte e ficaram para trás com Amon acabaram encontrando apenas a morte.

### Dispensa e captura
Em 13 de setembro de 1944, Göth foi dispensado de sua posição e acusado pela SS de roubar propriedade de judeus (que pertencem ao Estado, segundo a legislação nazista), falha em fornecer comida e provisões adequadas para os prisioneiros sob seu cuidado, violações das regras dos campos de concentração quanto ao tratamento e punição de prisioneiros e por permitir que os presos e oficiais não comissionados tivessem acesso a materiais administrativos. A chefia do campo de trabalhos forçados de Płaszów foi passada então para o SS-Obersturmführer Arnold Büscher. Amon deveria comparecer a uma audiência feita pelo juiz da SS Georg Konrad Morgen, mas devido ao progresso ruim da guerra e a inevitável derrota da Alemanha, as acusações contra ele foram retiradas no começo de 1945. Um médico alemão o diagnosticou com uma doença mental e diabetes e o enviou para um sanatório em Bad Tölz, onde foi preso pelo exército dos Estados Unidos em maio de 1945.

### Julgamento e execução
Göth foi logo identificado pelos militares americanos e extraditado para a Polônia. Lá ele foi julgado pelo Supremo Tribunal Nacional, em Cracóvia, entre 27 de agosto e 5 de setembro de 1946. Amon foi acusado de ser filiado ao partido nazista (agora uma organização criminosa) e de ter pessoalmente ordenado o aprisionamento, tortura e execução de milhares de pessoas. Ele foi eventualmente condenado a morte por crimes contra a humanidade e enforcado a 13 de setembro de 1946 na prisão de Montelupich, perto do antigo campo de Płaszów, local onde cometera a maioria dos seus crimes. Segundo relatos de testemunhas, suas últimas palavras teriam sido "Heil Hitler". Seu corpo foi cremado e suas cinzas jogadas no rio Vístula.

## Família
Além dos dois casamentos, Göth teve um relacionamento de dois anos com Ruth Irene Kalder, uma esteticista e uma aspirante a atriz de Breslávia (ou Gleiwitz, segundo fontes). Kalder conheceu Amon em 1942 ou no começo de 1943, quando ela trabalhou como secretária na fábrica de Oskar Schindler em Cracóvia. Ela chegou a se mudar para a casa de Göth e os dois tiveram um caso. Ela assumiu o nome dele logo após a sua morte. A última filha de Göth, Monika Hertwig, fruto do seu relacionamento com Kalder, nasceu em Bad Tölz em novembro de 1945.

## Resumo da carreira na SS
- Número na SS: 43673

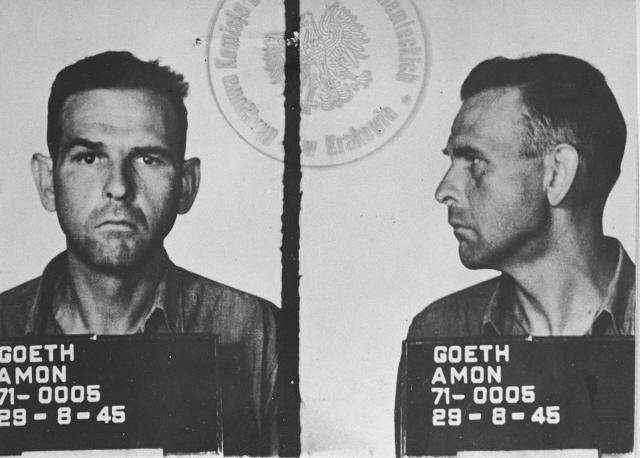
Amon Göth logo após sua prisão, em 1945.

- Número de matrícula no Partido Nazista: 510764
- Função principal: Lagerkommandant (comandante) do campo de concentração de Kraków-Płaszów
- Serviço na Waffen-SS: Hauptsturmführer der Reserve[19] (oficial da reserva)

Data das patentes
| As patentes de Göth | As patentes de Göth                           |
| Data                | Patente                                       |
| ------------------- | --------------------------------------------- |
| 1930                | SS-Mann                                       |
| c.1935              | SS-Scharführer                                |
| 1941                | SS-Oberscharführer                            |
| 14 de julho de 1941 | SS-Untersturmführer                           |
| 1 de agosto de 1943 | SS-Hauptsturmführer                           |
| 20 de abril de 1944 | SS-Hauptsturmführer der Reserve der Waffen-SS |

Condecorações
- Medalha Anschluss
- Distintivo do Esporte Alemão (prata)
- SS Julleuchter
- Honra de Chevron para a Velha Guarda[19]

Na época da sua captura pelos americanos, em 1945, Göth afirmou ter sido promovido a Sturmbannführer (major), algo não condizente com sua folha de serviço na SS. Mesmo assim, vários transcritos dos americanos dos interrogatórios o listavam como "SS-Major Goeth". O Obersturmbannführer Rudolf Höss, comandante do campo de concentração de Auschwitz, afirmou que Amon foi mesmo promovido a major durante seu tempo de serviço. Devido a falta de dados da época, é possível que ele realmente tenha recebido essa promoção. Contudo, historiadores afirmam que ele realmente não passou da patente de Hauptsturmführer (capitão).

## Na mídia

### A Lista de Schindler
As ações de Amon Göth no campo de trabalho forçado de Płaszów ficaram conhecidas internacionalmente quando o ator britânico Ralph Fiennes o interpretou no filme A Lista de Schindler. Em uma entrevista, Fiennes falou: 
"As pessoas acreditam que se você fizer um trabalho você precisa assumir uma ideologia que eles tem para viver na vida; elas tem que sobreviver, ter um trabalho a fazer, é cada dia centímetro por centímetro, pequenas concessões, pequenos jeitos de dizer a si mesmo que assim é o jeito de você viver a sua vida e de repente essas coisas acontecem. Quero dizer, eu posso fazer uma decisão privada, isso é um homem horrível, mau e terrível. Mas o trabalho era representar o homem, o ser humano. Há um tipo de banalidade, no dia-dia, que eu acho que é muito importante. E estava no roteiro. De fato, uma das primeiras cenas com Oskar Schindler, com Liam Neeson, era uma cena em que eu dizia: 'Você não entende o quão difícil é, eu tenho que pedir vários metros de arame farpado e tantas cercas, mover tantas pessoas de A para B'. E, você sabe, ele estava liberando a pressão sobre as dificuldades do trabalho.
Fiennes ganhou o prêmio BAFTA de melhor ator coadjuvante por seu papel e também foi nomeado para um Oscar de melhor ator coadjuvante. Sua atuação foi nomeada, pela American Film Institute, na 15ª posição no top 50 dos "melhores vilões de filmes". Nessa lista ele é o vilão não fictício mais bem posicionado. Quando Mila Pfefferberg, uma sobrevivente de Płaszów, foi apresentada a Fiennes no sete de filmagem, ela começou a tremer de forma descontrolada já que o ator estava com o uniforme da SS no momento e isso a lembrou do verdadeiro Amon Göth.

### Monika Hertwig
Em 2002, a filha de Göth, Monika Hertwig, publicou suas memórias intituladas Ich muß doch meinen Vater lieben, oder? ("Mas eu tenho que amar meu pai, não?"). Hertwig descreveu a subsequente vida de sua mãe, Ruth Kalder Göth, que glorificava incondicionalmente o seu noivo até ser confrontada com o papel dele no Holocausto. Ruth cometeu suicídio em 1983, logo após dar uma entrevista para o documentário Schindler de Jon Blair. A experiência de Hertwig em lidar com os atos e crimes de seu pai são detalhados também no documentário Inheritance de 2006, dirigido por James Moll. No filme aparece Helen Jonas-Rosenzweig, uma das empregadas domésticas de Amon. O documentário detalha o encontro dessas duas mulheres no memorial de Płaszów, na Polônia. Foi Hertwig quem requireu a reunião, mas Jonas-Rosenzweig hesitou, pois as memórias dela no campo de concentração e de Göth eram traumáticos. Ela eventualmente concordou depois que Monika escreveu para ela, "você precisa fazer isso, em memória das pessoas assassinadas". Jonas se sentiu tocada pelo que ela falou e concordou com o encontro.
Em uma entrevista posterior, Jonas-Rosenzweig recordou:

"Foi difícil para mim estar com ela porque ela me lembra muito, você sabe ... ela é alta, tem certas características. Eu o odiava tanto. Mas ela é uma vítima. E eu acho que é importante porque ela está disposta a contar essa história na Alemanha. Ela me contou que o povo lá não quer saber, eles querem seguir com a própria vida. E eu acho que isso é muito importante porque há muitas pessoas filhos dos perpetradores [do Holocausto], e eu acho que ela é uma pessoa corajosa por falar disso, porque é difícil. E eu sinto pena de Monika. Eu sou mãe, eu tenho filhos. E ela é afetada pelo fato de que o pai dela é um perpetrador. Mas os meus filhos também são afetados por isso. E é por isso que nós duas fomos até lá. O mundo precisa saber, para evitar que isso aconteça novamente".
Hertwig também apareceu no documentário Hitler's Children, de 2011, dirigido e produzido por Chanoch Zeevi, um cineasta israelense. No documentário, Monika Hertwige e outros parentes próximos de infames líderes nazistas descreviam seus sentimentos, relacionamentos e memórias dos seus parentes.

### Jennifer Teege
Jennifer Teege, filha de Monika Hertwig e um nigeriano, descobriu que Göth era seu avô através das memórias escritas por Hertwig em 2002. Ela falou sobre como aceitar esta descoberta em seu livro de 2013 intitulado Amon. Mein Großvater hätte mich erschossen ("Meu avô teria atirado em mim").